# 新臀睾属
新臀睾属（学名：Neopygorchis）为嗜眼科的一个属。

## 下属物种
本属包括以下物种：
- 外黄新臀睾吸虫 Neopygorchis exvitellina Tang et Tang,1979